# Dominik Klein
Dominik Klein, né le 16 décembre 1983 à Miltenberg, est un ancien joueur allemand de handball, évoluant au poste d'ailier gauche.
Avec l'équipe nationale allemande, il est notamment champion du monde en 2007.
En club, il évolue pendant 10 saisons au sein du THW Kiel, avec lequel il remporte notamment trois Ligues des champions et huit Championnats d'Allemagne. En 2016, il rejoint le HBC Nantes. Parallèlement, sa compagne, l'arrière internationale allemande Isabell Klein, s'engage en faveur du Nantes Loire Atlantique Handball pour la saison 2016-2017.
Le 22 mars 2018, il annonce qu'il prend sa retraite sportive à l'issue de la saison 2017-2018, jouant son dernier match à l'occasion de la finale de la Ligue des champions, perdue face à Montpellier.

## Palmarès

### Club
Compétitions internationales
- Ligue des champions
  - Vainqueur (3) : 2007, 2010, 2012
  - Finaliste (4) : 2008, 2009, 2014 et 2018
- Vainqueur de la Super Globe (1) : 2011

Compétitions nationales
- Vainqueur du Championnat d'Allemagne (8) : 2007, 2008, 2009, 2010, 2012, 2013, 2014 et 2015
- Vainqueur de la Coupe d'Allemagne (6) : 2007, 2008, 2009, 2011, 2012 et 2013
- Vainqueur de la Supercoupe d'Allemagne (6) : 2007, 2008, 2011, 2012, 2014 et 2015
- Vainqueur de la Coupe de France (1) : 2017
- Vice-champion de France en 2017
- Finaliste de la Coupe de la Ligue : 2017
- Finaliste du Trophée des champions 2016

### Sélection nationale
- Championnats du monde
  -  médaille d'or au Championnat du monde 2007,  Allemagne
  - 5e place au Championnat du monde 2009,  Croatie
  - 5e place au Championnat du monde 2013,  Espagne
- Championnats d'Europe
  - 5e place au Championnat d'Europe 2006,  Suisse
  - 4e place au Championnat d'Europe 2008,  Norvège
  - 12e place au Championnat d'Europe 2012,  Serbie
- Jeux olympiques[3]
  - 9e place aux Jeux olympiques 2008

## Galerie

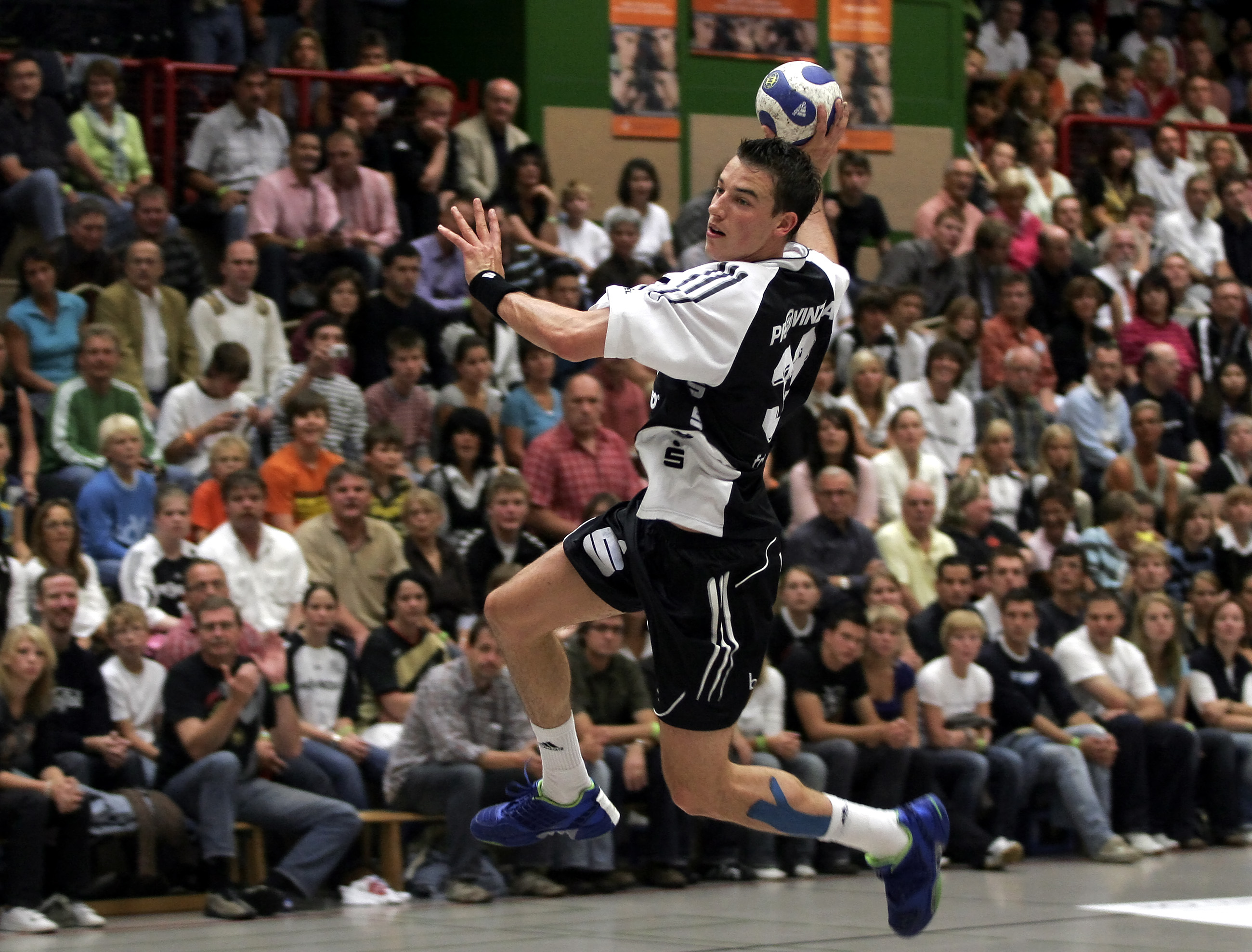
Avec Kiel en 2007
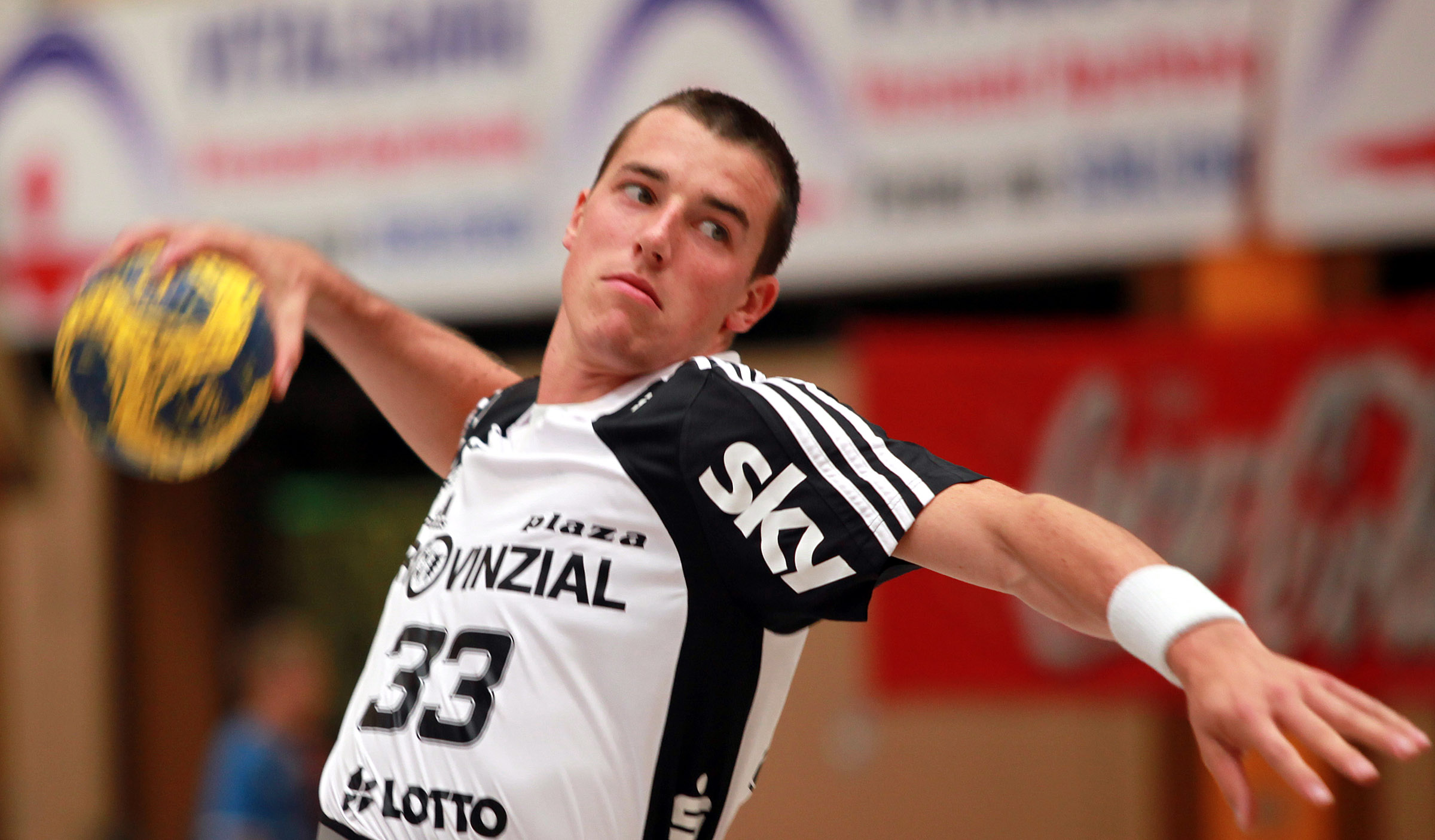
Avec Kiel en 2009
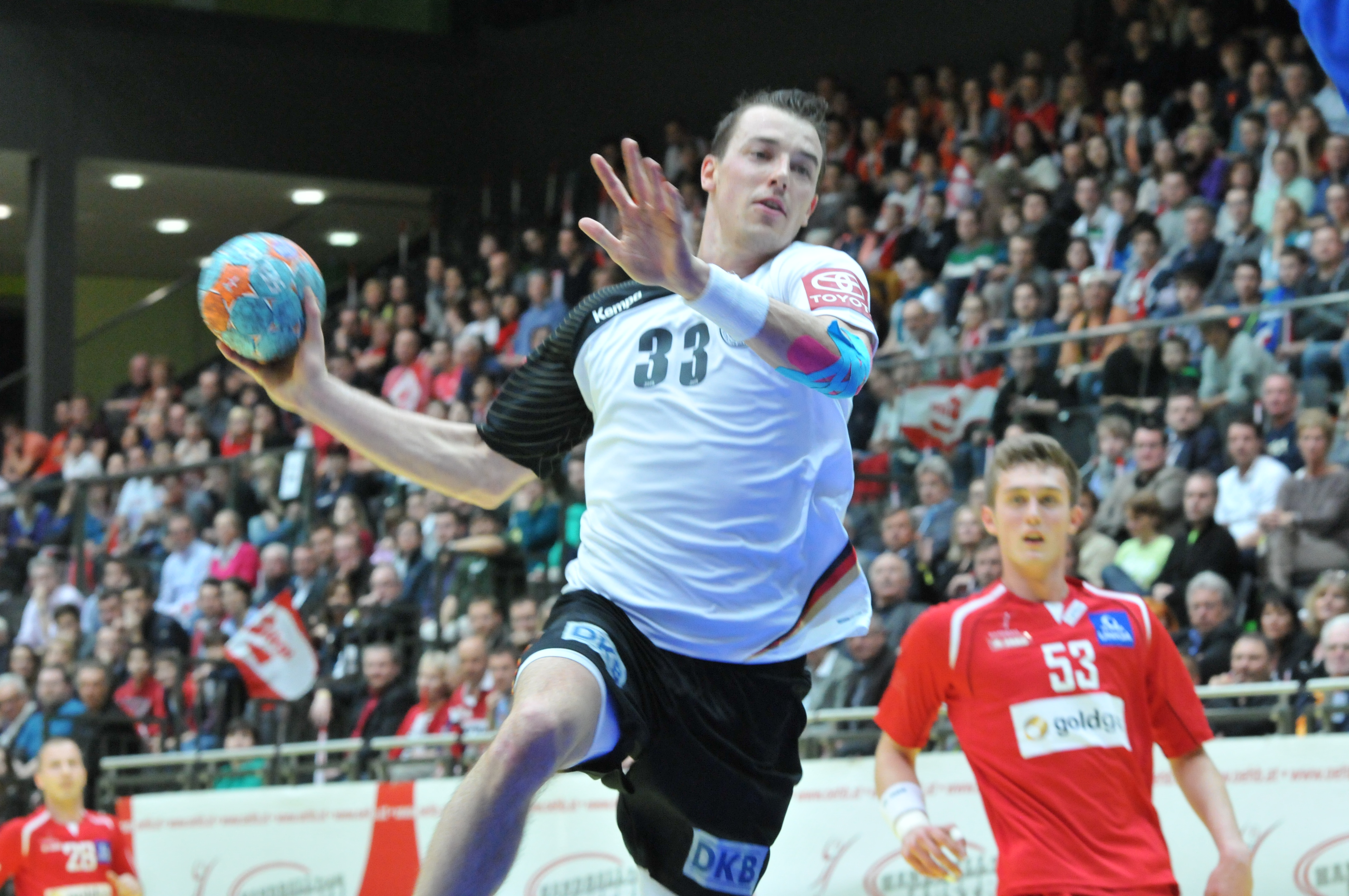
Avec l'Allemagne en 2014
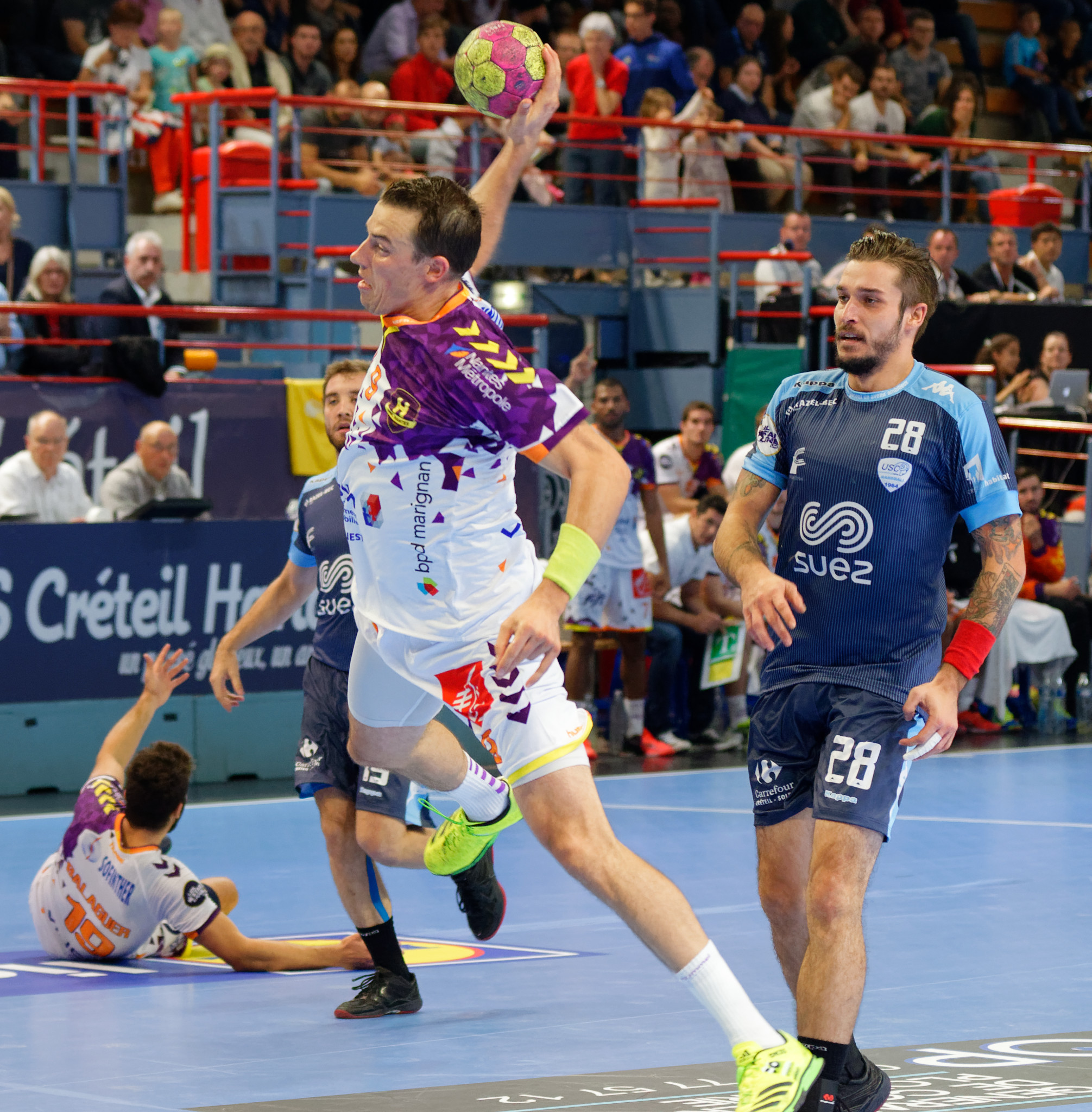
Avec Nantes en 2016
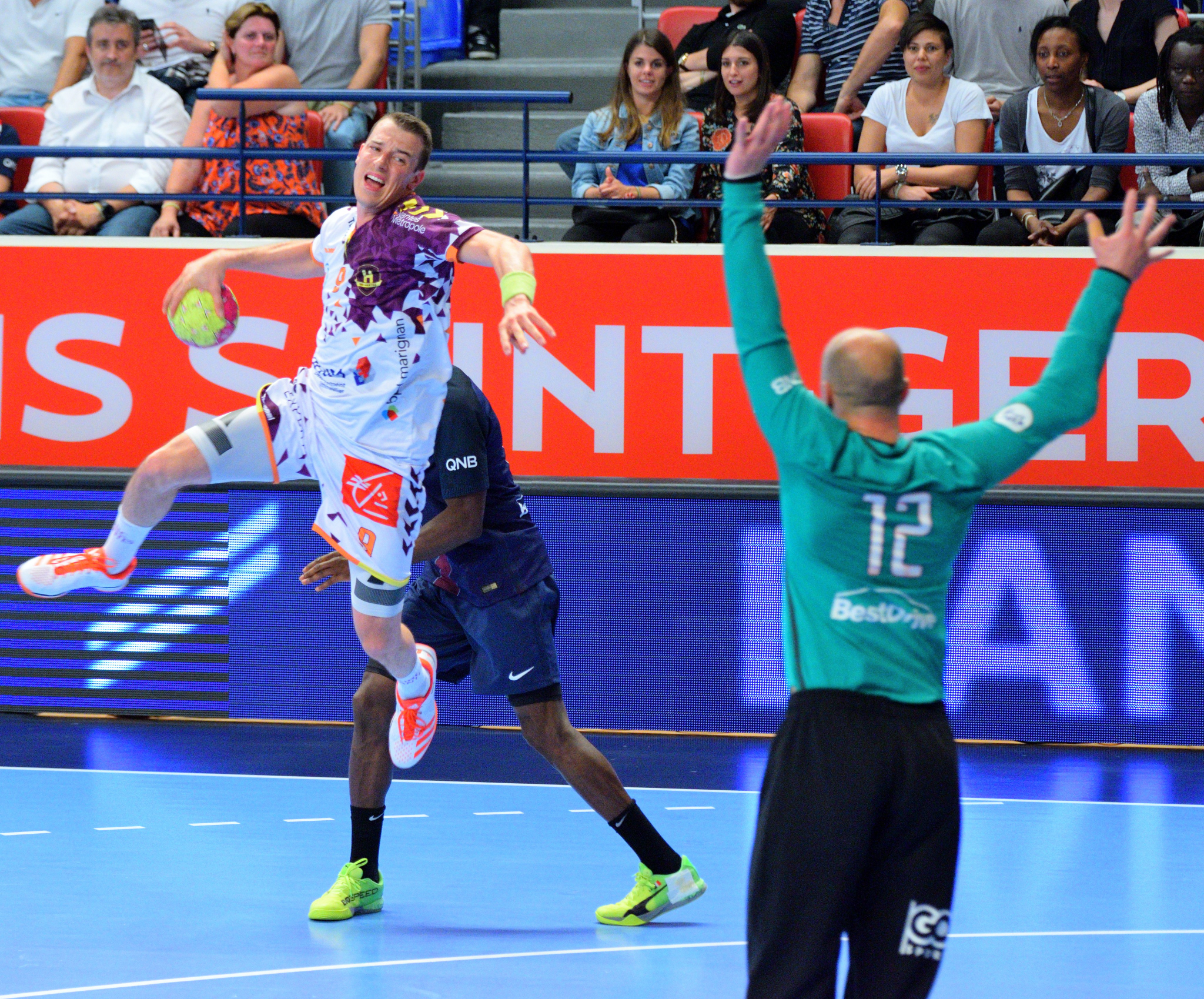
Avec Nantes en 2017.